# セレスティカ
セレスティカ (Celestica Inc.) はカナダのオンタリオ州トロントに本社を置く多国籍EMS企業。世界的な製造ネットワークはアメリカ、ヨーロッパ、アジアの11か国に20以上の拠点を持ち、エンドツーエンドの製品ライフサイクル・ソリューションを提供している。製造業に加え、設計、アセンブリシステム、フルフィルメント、アフターマーケットサービス、サプライチェーンサービスもグローバルサービスとして行っている。

## 歴史

### 起源
トロントの本社は元々IBMのトロントでの販売及びサポートオフィスの所在地であり、そこではメインフレームコンピュータ及び関連するサポートシステムのための金属箱を組み立てるための小規模な製造部門のサポートも行っていた。1969年にトロント大学を卒業したEugene PolistukはIBMに入社し、出世して1986年トロントの製造部門を引き継いだ。
世界の主流がメインフレームからマイクロコンピュータに変わっていく中、Polistukの事業は1986年と1988年に人員削減を余儀なくされた。これへの対応として、プラントの製品ライン、回路基板の構築、メモリ製品、電源の多様化をすることを始め、多様なIBMの製品で使用できるようにした。3億ドルの投資は成功し、1993年までにほとんどのIBMの部署がトロントで生産されたシステムのいくつかを購入していた。工場敷地は幾度も拡大した。

### スピンオフ
IBMがハードウェアの会社からソフトウェアとサービスの会社に移っていくにつれ、その財務的な成功にもかかわらず製造部門の将来は疑わしくなった。1992年、Polistukは部門全体を別の会社として独立させ、全ての人へサービスを提供することを提案した。彼の主張はゆっくりではあったがIBMの経営陣に勝利し、1994年1月にIBMカナダの完全子会社として設立された。そこにあったIBMの他の部門はマーカムの新しいビルに移った。
Polistukはすぐに、IBMの時代から残っている瀕死の運営体制とみなしたものを打破するために変化を呼び掛けた。初期の取り組みは、5%の給与削減を実施する代わりに基本給の30%まで得ることができる利益分配プログラムを実施することであった。もう1つの取り組みとしては、社員全員に同じ分け前を与え、役員に最高額を与える従来のオプションプランを破ることであった。
最初の営業年の終わりまでに、新たに40の顧客と契約を取り交わした。IBM以外の顧客は元々生産高のわずか10%だけだったが、30%にまで成長した。この過程はコンピュータ業界の主要な人物が自らの生産システムをアウトソーシングする方法を取り始めたことが追い風となった。しかしPolistukは、その可能性に本当に到達するための唯一の方法は、誰かにこのIBMから会社を買ってもらうことだと感じていた。

### オネックスによる買収
1994年5月、Polistukはオネックスのアンソニー・メルマンと会い、潜在力を見込んでの買収について話をした。しかし、IBMはカナダの事業の中で最も収益力のある部門の1つであったため、売却には関心を示さなかった。しかしゆり動かしつづけたことで、1996年IBMカナダは、事業を売却し、バイヤーを探すためにネスビット・バーンズを雇うことに同意した。選考をしたのち、5つの会社がセレスティカの帳簿を審査することを許された。1996年10月、オネックスによる会社の69%である7億5000万ドルの入札で最終的に決定した。
これはセレスティカに急速な拡大をもたらした。1997年、富士通が一部を所有していたInternational Computers Limitedの製造部門であるイギリスに拠点をおくDesign to Distributionwhichを買収した。同年にはのちに、ヒューレット・パッカードの製造ラインの大部分を買収した。その中には、フォートコリンズのPCボード工場、ニューハンプシャーのシステム組立工場、マサチューセッツ州チェルムズフォードのシステム設計工場も含まれている。10月にはカナダ、アメリカ、イギリスで電源製造を行っていたAscent Power Technologyを買収した。
その年の終わりまでには、IBMからの事業はわずか25%になっていた。

### 株式公開
1998年7月、オネックスはEMSの分野で最大のIPOである4億1400万ドルまで成長させ、株式公開を行った。この資本注入によりさらなる成長をとげ、同年、アジアのInternational Manufacturing Servicesを買収し、北カリフォルニア、メキシコ、アイルランドに工場を増設した。年の終わりには、毎年32億ドル以上の資金調達を行った。
1998年までに世界のEMSの市場は約600億ドルと推定され、2003年には1500億ドル以上になると予測されていた。Polistukはこの予測を控えめであるとみなし、「2001年までにこの事業で最大の協力会社になるためには、年間収益を100億ドル上げる必要があるだろう。わずか5年前までには誰もEMSに100億ドルの価値があると思わなかったでしょうが、すぐに一次請けの企業は最小限の数になるだろう」と発言している。
元のオネックスより何回か株式公開が行われた（1999年3月に2億5100万ドル、5月に2億2500万ドル）。11月の2度目の株式公開では4億8800万ドル追加された。この資金は、チェコに5つ、イタリアに2つ、アイルランド、アメリカ、ブラジル、マレーシアに1つの工場を増設するのに使われた。その年の終わりには53億ドルの売上高を記録し、世界で3番目に大きいEMSとなった。2001年6月6日、Polistukは会長に指名された。

### Crash
ドット・コーンクラッシュと2001年のテレコム・クラッシュにより、EMSは世界的に枯れあがってしまっていた。2001年4月従業員の約10%である3000人をレイオフした。後に、補償引き下げの幅広いものの一環として、Polistukの給料を3分の1カットすると発表した。
新たなサプライヤーとの契約や継続的な買収にもかかわらず、数回にわたる指導の低下が続いた。損失は積もり、2004年1月29日、会社はPolistukの退職を発表した。 4月にスティーブン・ディラニーがCEOの役職を一時的に引き継いだ。2005年には2回目のレイオフが行われ、それに続きいくつかの部門の売却も行われた。事業は市場の他の企業と同じく2008年までは安定した。2000年代後半にはCraig MulhauserがStephen Delaneyの後を継ぎ、Robert Mionisが2015年7月にCraigを引き継いだ。

## 経営
セレスティカのグローバル製造ネットワークは、アメリカ、ヨーロッパ、アジアの20以上の拠点からできている。

## 日本法人
2000年に日本法人になるセレスティカ・ジャパンが設立され、2002年にはNECから光通信機器の組立を担当していた子会社、宮城日本電気と山梨日本電気・山梨工場を買収。日本国内でのEMS事業を開始した。
買収した2工場のうち、山梨工場は2004年に閉鎖。その後、工場が所在していた山梨市が工場敷地・建屋を購入し、改修工事などを行って新市役所が2008年11月に移転した。
2016年には日本HPがMADE IN TOKYOとして東京都昭島市で生産してきたBTOモデルのパソコン製造を、日野市への工場移転とともに受託を開始。NECから買収した宮城県大和町の工場と合わせて、2工場で創業している。

## 論争
2007年1月12日金曜日、ニューヨークにおいてセレスティカとその幹部に対する株主たちによる集団訴訟が提出された。訴状では会社が事業について重大な虚偽や誤解を招く陳述を行い、自身に不利な事実の開示をしなかったと主張している。すなわち、
- (i)会社はメキシコの事業において需要の減少を経験しており、その部門は不要な在庫を多く抱えており、それを帳消しにする必要がある。
- (ii)会社は、大きな顧客が購入額を縮小したため、情報技術及び通信市場での需要の減少を経験している。そして、この情報が後に公開されたとき株価は下落している。

この集団訴訟は2010年に却下されている。

### 関連書物
- (History), "International Directory of Company Histories: Celestica, Inc.", The Gale Group
- David Einstein, "Top Tech Execs: Eugene Polistuk", Forbes, 12 December 2000
- Robert McGarvey, "Outsourcers Rise Again", Upside, February 2000